# Músculo pterigoideo medial
El músculo pterigoideo interno (pterygoideus internus) es un músculo que se encuentra por dentro de la rama del maxilar inferior. Es corto y grueso y presenta forma cuadrilátera. Se extiende desde la fosa pterigoidea hasta el ángulo de la mandíbula.

## Inserciones
Se inserta por arriba en toda la fosa pterigoidea, es decir, de la cara interna a la externa de la apófisis pterigoides, en el fondo de la fosa y en la cara posterior de la apófisis piramidal del hueso palatino. Desde aquí las fibras musculares se dirigen hacia abajo, atrás y afuera hasta alcanzar la cara interna de la rama del maxilar inferior y el gonion en donde se inserta.

## Vascularización
El músculo pterigoideo medial está irrigado por la arteria del pterigoideo medial, la cual puede nacer de la arteria palatina inferior o ascendente, o bien de la arteria facial.

## Inervación
Está inervado por el nervio del pterigoideo medial, ramo del nervio mandibular. Aborda al músculo junto con la arteria por su cara medial, cerca de su borde posterior.

## Acción
Es un músculo de la dinámica mandibular, por lo tanto eleva la mandíbula. Puede lograr pequeños movimientos de lateralidad.

## Relaciones
Hacia afuera con la aponeurosis interpterigoidea y hacia adentro con la faringe.